# Montagnana
Montagnana (Montanjana in veneto) è un comune italiano di 9 105 abitanti della provincia di Padova in Veneto.
Alla città di Montagnana è stata conferita la Bandiera arancione per le sue bellezze storiche e per la valorizzazione dei prodotti tipici; inoltre essa fa parte dell'associazione I borghi più belli d'Italia. Nel 2018 è stata riconosciuta tra le località Spighe Verdi.

## Geografia fisica

### Territorio
Il comune di Montagnana, situato nella parte sud-occidentale della provincia, dista circa 50 chilometri da Padova e confina con le province di Verona, nel tratto in cui scorre il fiume Fratta, e Vicenza. Montagnana è il quarto comune della provincia per estensione.

## Origini del nome
Il nome deriva dal toponimo Motta Aeniana: in latino medievale "motta" indicava una piccola altura, mentre "aeniana" una mansio.

## Storia
Le origini di Montagnana probabilmente risalgono ad epoca romana, in un territorio soggetto a frequenti alluvioni e circondato dal fiume Adige, fino alla cosiddetta rotta della Cucca che modificò il percorso del fiume.
Nel 1242 Ezzelino III da Romano conquistò la città e iniziò i lavori di fortificazione. Dopo lunghe guerre, dal 1405 fino al 1797 la città fece parte della Repubblica di Venezia.

### Simboli

Gonfalone comunale

Lo stemma e il gonfalone sono stati concessi con decreto del presidente della Repubblica del 4 maggio 1964.
Stemma
Gonfalone

## Monumenti e luoghi d'interesse

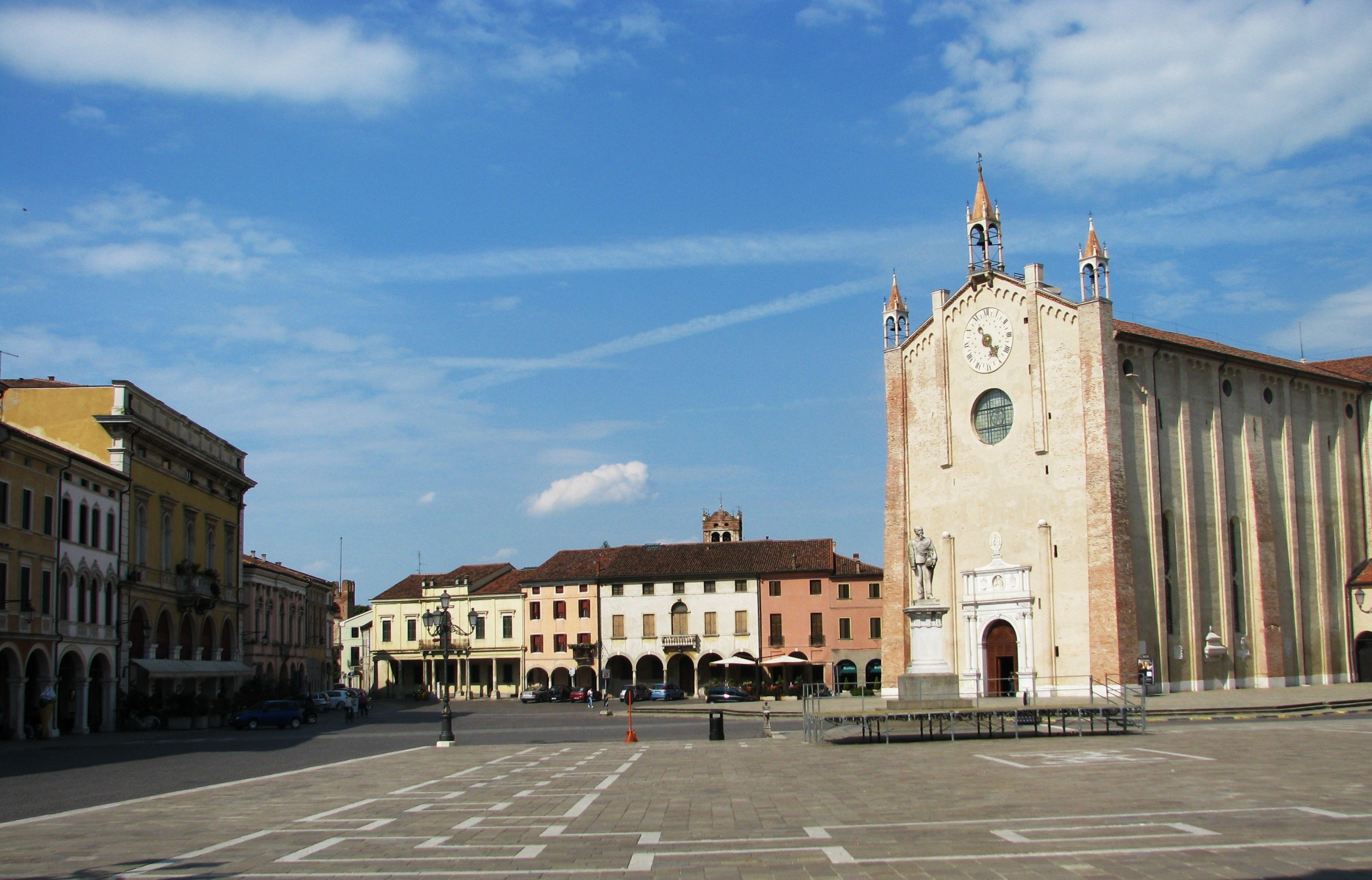
Piazza Vittorio Emanuele II con il duomo di Santa Maria Assunta

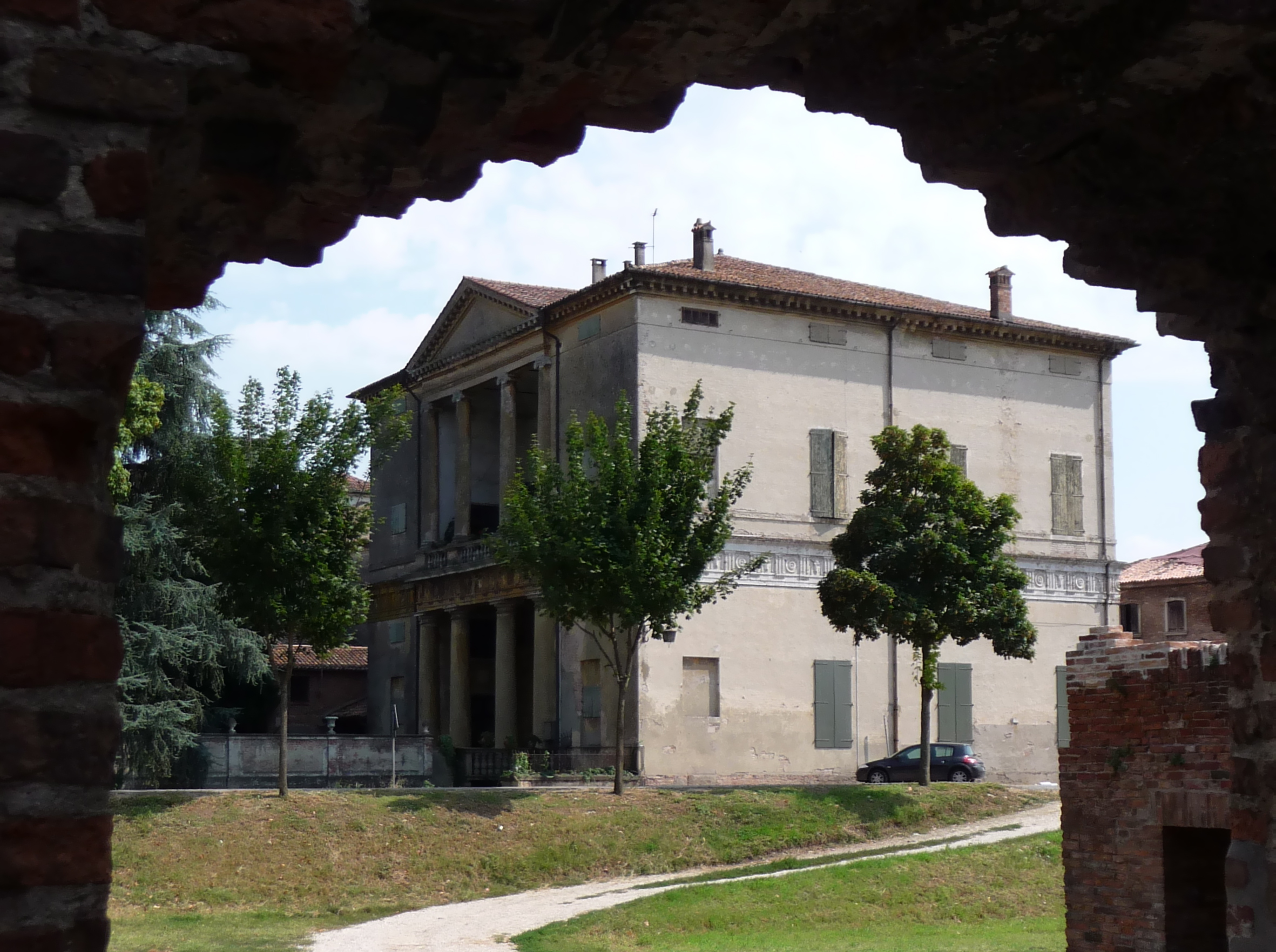
Villa Pisani

Oltre che per lo straordinario complesso fortificato, la città si fa apprezzare per il tessuto urbano, fatto di vie e di edifici sorti in periodo rinascimentale e, in parte, durante la ripresa economica del XIX secolo.
Sulla piazza centrale si protende il duomo (1431-1502), dalle imponenti forme tardo-gotiche con aggiunte rinascimentali. All'interno sono esposte la Trasfigurazione di Paolo Veronese, tre tavole di Giovanni Buonconsiglio detto il Marescalco (XVI secolo), una grande tela votiva di notevole valore documentale riproducente la battaglia di Lepanto (1571). Le pareti sono ornate di raffinate decorazioni e di affreschi, tra i quali, notevolissimi, quello del catino absidale del Buonconsiglio e, ai lati dell'ingresso, la Giuditta e il David, recentemente attribuiti al Giorgione.
Sempre sulla piazza, si affaccia l'elegante palazzo Valeri e l'antico Monte di Pietà. In via Matteotti sorge il palazzo Magnavin-Foratti, in raffinato stile gotico-veneziano, che si dice sia stata la residenza di Jacopa, moglie del condottiero Erasmo da Narni detto il Gattamelata.
In via Carrarese si trova il municipio, opera attribuita all'architetto veronese Michele Sanmicheli (1538). In via Scaligera vi è la chiesa tardo-romanica di San Francesco, con attiguo monastero delle Clarisse; in via San Benedetto si affaccia l'omonima chiesa barocca, oggi sconsacrata e adibita ad auditorium per l'educandato e l'accademia musicale annessi. Subito fuori dell'abitato, a ridosso di porta Padova, vi è villa Pisani, uno dei capolavori di Palladio, che all'interno conserva statue di Alessandro Vittoria (1525-1608).
Da segnalare, in via dei Montagnana, l'antico ospedale di Santa Maria con un affresco di Giovanni Buonconsiglio e, nell'omonima via, la chiesetta di Sant'Antonio Abate, con tracce di presenza templare.
I monumenti più insigni, tuttavia, sono costituiti dalla cinta muraria, dalla Rocca degli Alberi e dal Castello di San Zeno.
Le opere di fortificazione alto-medioevali, che si suppongono rafforzate nel X secolo in difesa delle scorrerie degli Ungari, erano costituite quasi esclusivamente da terrapieni, palizzate, fossati e barriere di piante spinose (rimane qualche ricordo in vecchi toponimi delle vie interne). Montagnana viene citata come castrum in un documento del 996. Nei secoli successivi numerose testimonianze documentali attestano la sua funzione difensiva e protettiva a vantaggio dei villaggi circostanti i cui abitanti erano tenuti alla manutenzione dell'apparato difensivo (mura, bertesche, ponte) e al servizio militare nei confronti del castrum considerato ricetto comune di importanza vitale per la sicurezza di tutti. Ezzelino III da Romano detto il Tiranno (1194-1259), presa e incendiata Montagnana nel 1242, munì il luogo di fortificazioni adeguate all'epoca (ziron). Il mastio del castello di San Zeno (oggi agibile fin sulla sommità) è a lui attribuito.

### Cinta muraria

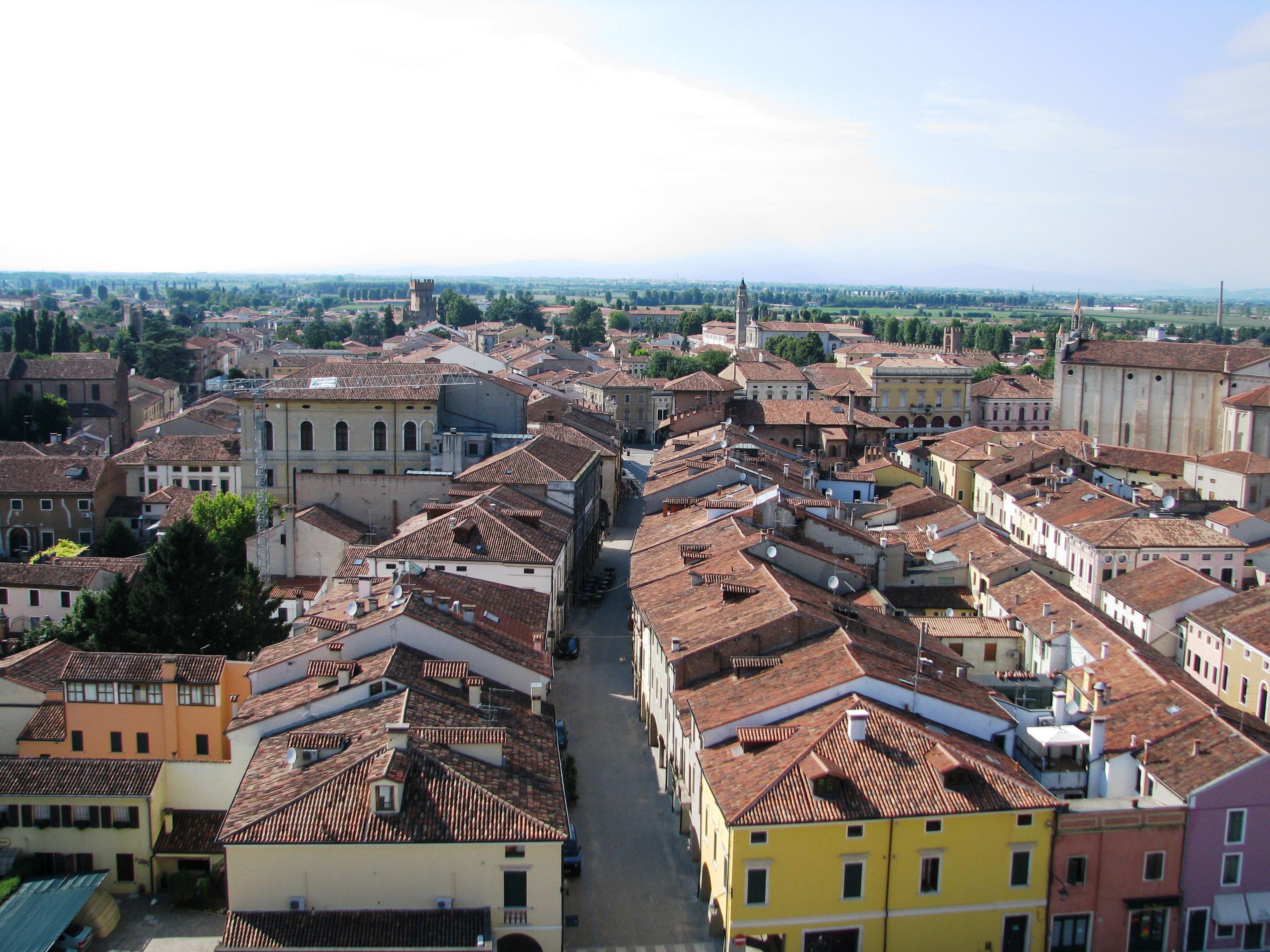
La città murata dal Castello di San Zeno

Le mura attuali, che costituiscono uno degli esempi più insigni e meglio conservati di architettura militare medioevale in Europa, salvo il complesso di Castel San Zeno e i tratti di cinta ad oriente ed occidente che sono più antichi, risalgono alla metà del Trecento, quando i Carraresi, signori di Padova, vollero ampliare e rafforzare questo essenziale luogo forte di frontiera dello stato padovano contro la Verona degli Scaligeri, che dominava la vicina Legnago. Lo spazio urbano intra moenia fu in quell'occasione ampliato, e la nuova cinta fu costruita con strati sovrapposti di mattoni e di pietre (trachite trasportata per via d'acqua dai vicini colli Euganei). La città fortificata è racchiusa in un quadrilatero irregolare delle dimensioni di circa 600 x 300 metri con un'area di 24 ettari e un perimetro di circa due chilometri. Le mura, coronate da merli di tipo guelfo, sono alte dai 6,5 agli 8 metri, con uno spessore di 96-100 centimetri. Tra un merlo e l'altro, delle ventole in legno servivano a riparare i difensori. Le torri perimetrali, in totale 24, distanziate di circa 60 metri, sono alte fra i 17 ed i 19 metri. Il vallo esterno varia dai 30 ai 40 metri.
All'interno dei fornici che reggono il cammino di ronda erano allogati i magazzini (canipe) per la custodia dei beni prodotti nelle campagne (si notano ancora gli incavi per fissare le armature in legno). Nelle torri, a più piani e coperte da un tetto spiovente defilato sotto la piazzola munita di macchina da lancio, stavano altri magazzini e gli alloggiamenti per i militi posti a guarnigione della fortezza nei momenti di emergenza bellica. Una zona priva di costruzioni, e adibita a pomerio coltivato per fronteggiare lunghi assedi, stava tutto attorno alle mura dalla parte interna.
Attorno alla cinta muraria correva un ampio fossato (l'attuale pittoresco e verde vallo) allagato con l'acqua del fiume Frassine (confine verso il Vicentino) derivata per mezzo di un canale ad argini sopraelevati (il Fiumicello) avente funzione di vallo difensivo di saldatura lungo il quale, dalla parte padovana, stava un serraglio sopraelevato per la concentrazione delle truppe. Tutto attorno alla zona montagnanese erano paludi intransitabili o plaghe inondabili in caso di guerra, così che la città murata costituiva la chiave della frontiera padovana verso ovest. La struttura militare era per di più attorniata da quattro fortificazioni avanzate perimetrali (le bastie), ora scomparse, e le due rocche poste a difesa delle due porte erano circondate da fossato pure dalla parte di città. La fortezza, ai suoi tempi, era imprendibile e, di fatto, fino all'avvento delle grosse bocche da fuoco (XVI secolo), non fu mai espugnata militarmente.
L'accesso alla città era controllato dalle porte fortificate del Castello di San Zeno (ad est, verso Padova) e della Rocca degli Alberi (ad ovest, verso il veronese). Solo più tardi, nel '500, fu aperta a nord una terza porta (porta Nova o di Vicenza) per agevolare le comunicazioni con il porto fluviale del Frassine. Alla fine dell'Ottocento un quarto varco fu praticato verso sud, per accesso alla stazione ferroviaria (porta XX Settembre).

Le mura medievali di Montagnana sono state inserite tra I Luoghi del Cuore, iniziativa promossa dal FAI.

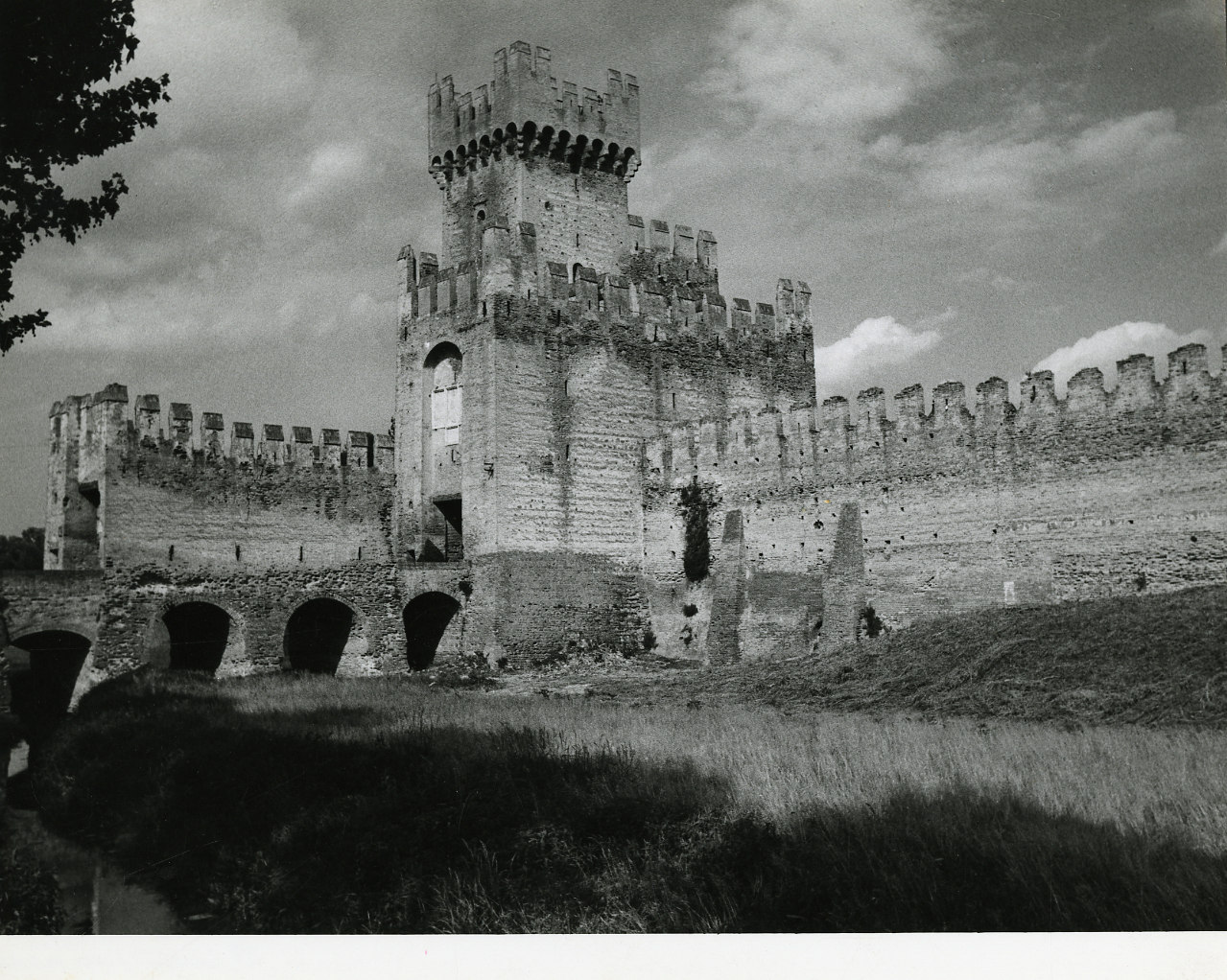
Porta Legnago, detta anche Rocca degli Alberi. Foto del 1967, Paolo Monti

### Rocca degli Alberi
La Rocca degli Alberi, che si alza imponente e pittoresca sul vallo dalla parte occidentale, fu costruita dai Carraresi nel biennio 1360-62 con funzione esclusivamente militare. L'ingresso fortificato era costituito da un complesso sistema difensivo: lungo l'androne di transito, dominato da due torri, stavano quattro porte a battenti, due saracinesche e quattro ponti levatoi a bilanciere. Sistema simile era a Castel San Zeno.
Dal 1963 la rocca ospitava l'ostello della gioventù, ora spostato in una struttura pochi metri fuori le mura, ed è visitabile nel periodo aprile-ottobre.
Nel 1980, le Poste Italiane dedicarono alla Rocca un francobollo da 1000 lire, facente parte della raccolta nota come "Castelli d'Italia".

### Castello di San Zeno
Il Castello di San Zeno (il cui toponimo derivante dalla vicina chiesa di San Zeno, richiama una fase di espansione della diocesi veronese) sorge nel luogo di un insediamento alto-medioevale che fu residenza degli eredi di Ugo il Grande di Toscana, divenuti in seguito i marchesi d'Este. L'odierna costruzione (salvo l'ala veneziana e le sovrastrutture austriache) risale per buona parte al XIII secolo, quando Ezzelino III da Romano, dopo averla data alle fiamme nel 1242, volle meglio fortificare Montagnana.

L'edificio ha pianta rettangolare (metri 46 x 26) con un ampio cortile interno. Fino agli inizi del XIX secolo, il castello era circondato da un fossato che lo isolava anche dal lato di città. La struttura era completata da torri (di cui ne restano due) e dal vicino mastio (alto circa 40 metri) che doveva costituire un punto privilegiato per l'avvistamento e la difesa della città. Inizialmente, il ponte levatoio che varcava il vallo consentendo l'accesso alla città immetteva probabilmente nel cortile interno del castello. Si ipotizza che il passaggio sia stato poi spostato sul lato sud del castello stesso, protetto sia da questo che dall'alto mastio. Quest'ultimo originariamente doveva essere più basso e coperto da un tetto di legno sormontato da una guardiola.

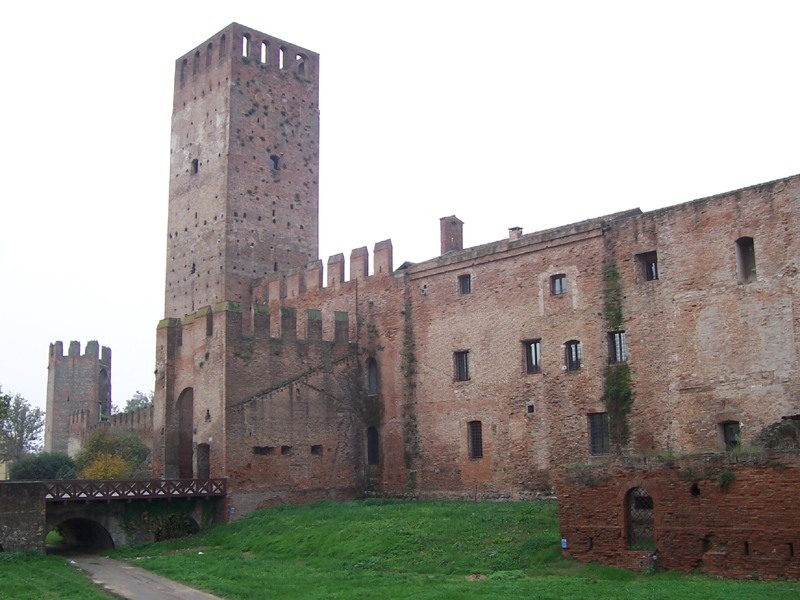
Castel San Zeno

Quando Padova, Verona e le altre città del Veneto furono assoggettate da Venezia e cessarono le loro reciproche continue lotte, Montagnana prosperò come zona di produzione agricola e, in particolare, della canapa, le cui fibre erano necessarie per le corde e le vele dell'arsenale veneziano. Il Castello di San Zeno fu allora adibito a deposito di tale produzione.
Il castello continuò ad essere utilizzato come quartiere di alloggi militari e, in seguito, anche col Regno d'Italia fino alla prima guerra mondiale.
Attualmente al suo interno sono ospitati il Museo Civico "Antonio Giacomelli", istituito nel 1980, la Biblioteca Civica e il Centro Studi sui Castelli, fondato nel 1954.
Una veduta del Castello di San Zeno, visto da nord-est come appariva nel '500, è riprodotta in un prezioso disegno a sanguigna attribuito a Giorgione (conservato al museo Boijmans Van Beuningen di Rotterdam).

## Galleria d'immagini

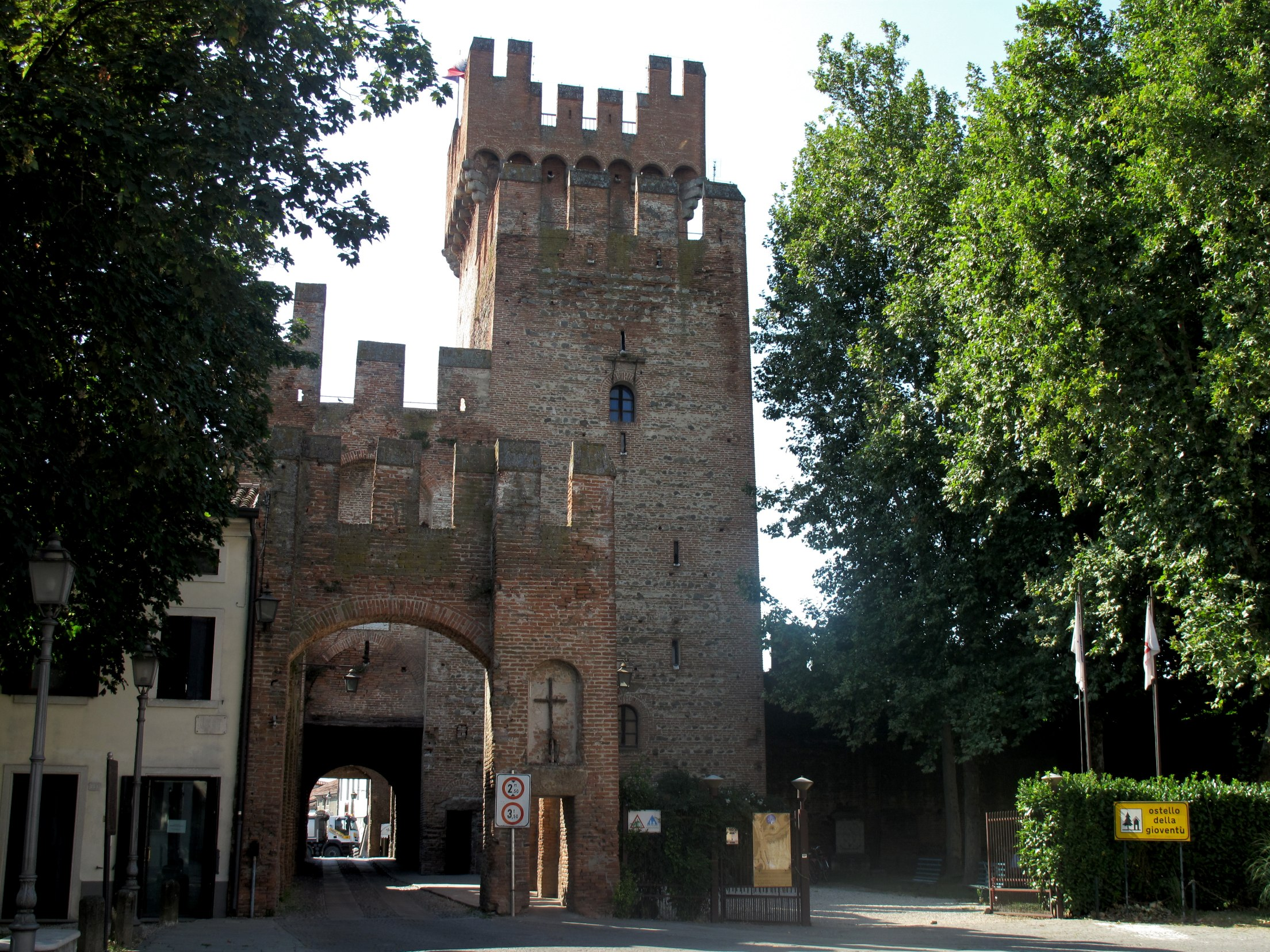
Rocca degli Alberi
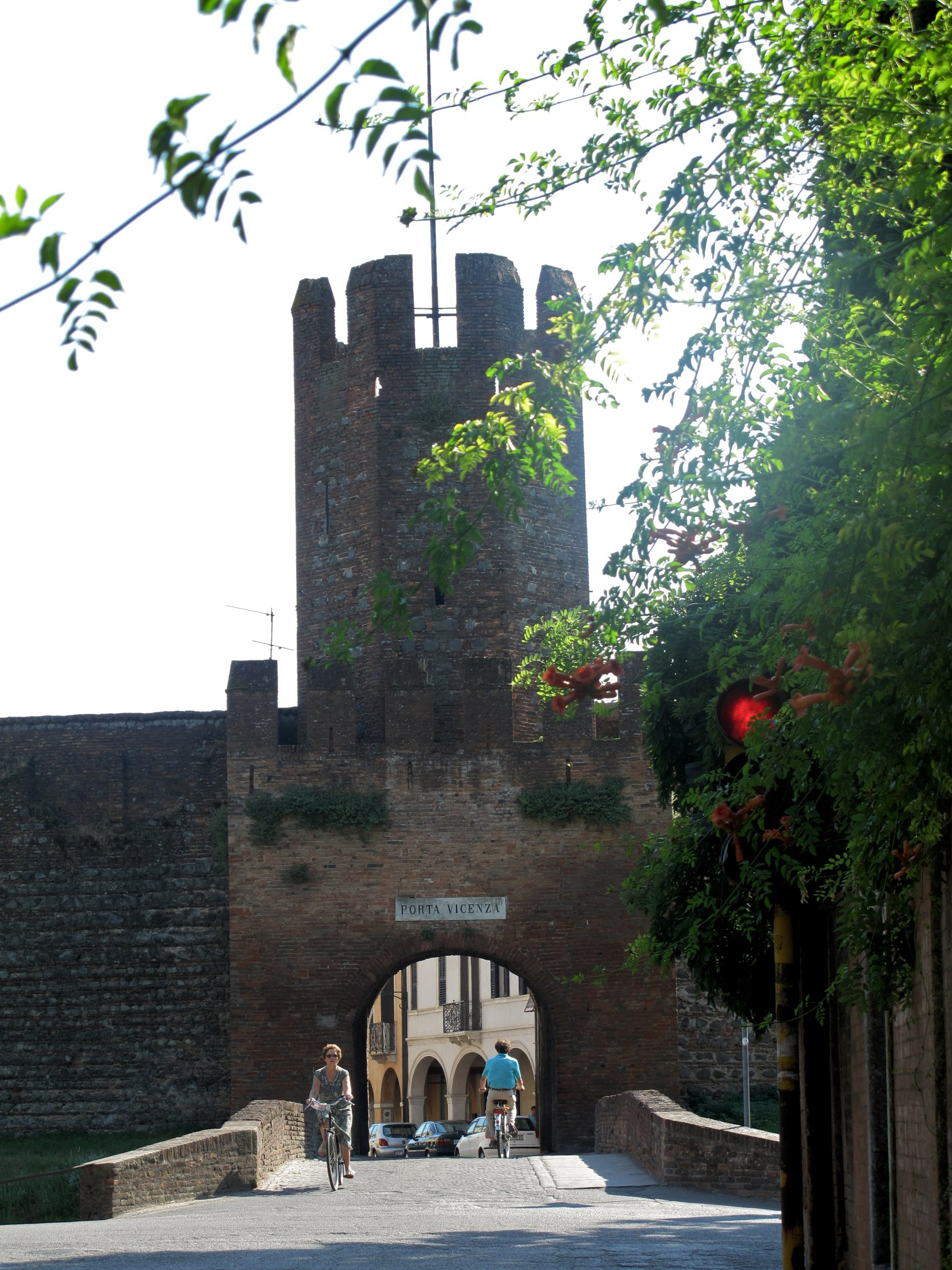
Porta Vicenza
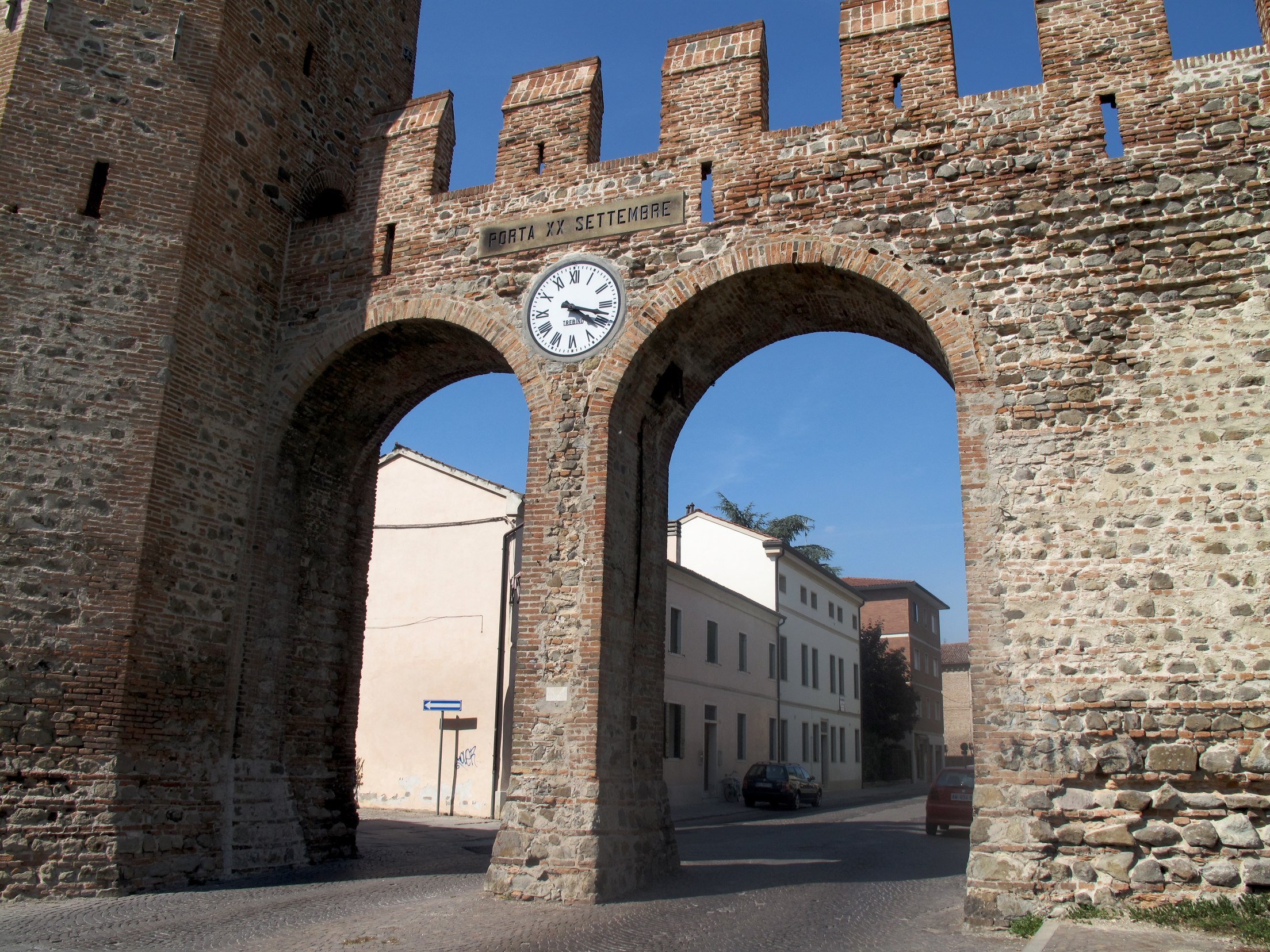
Porta XX Settembre
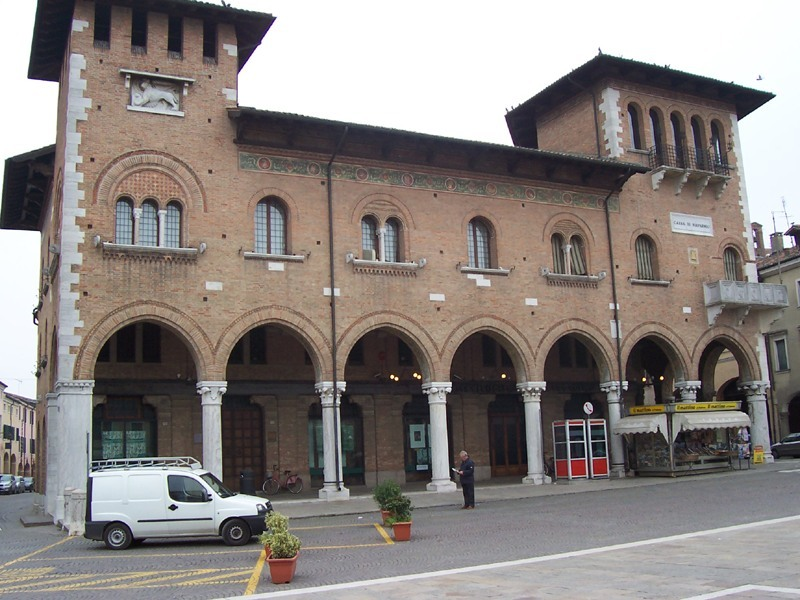
Palazzo della Cassa di Risparmio
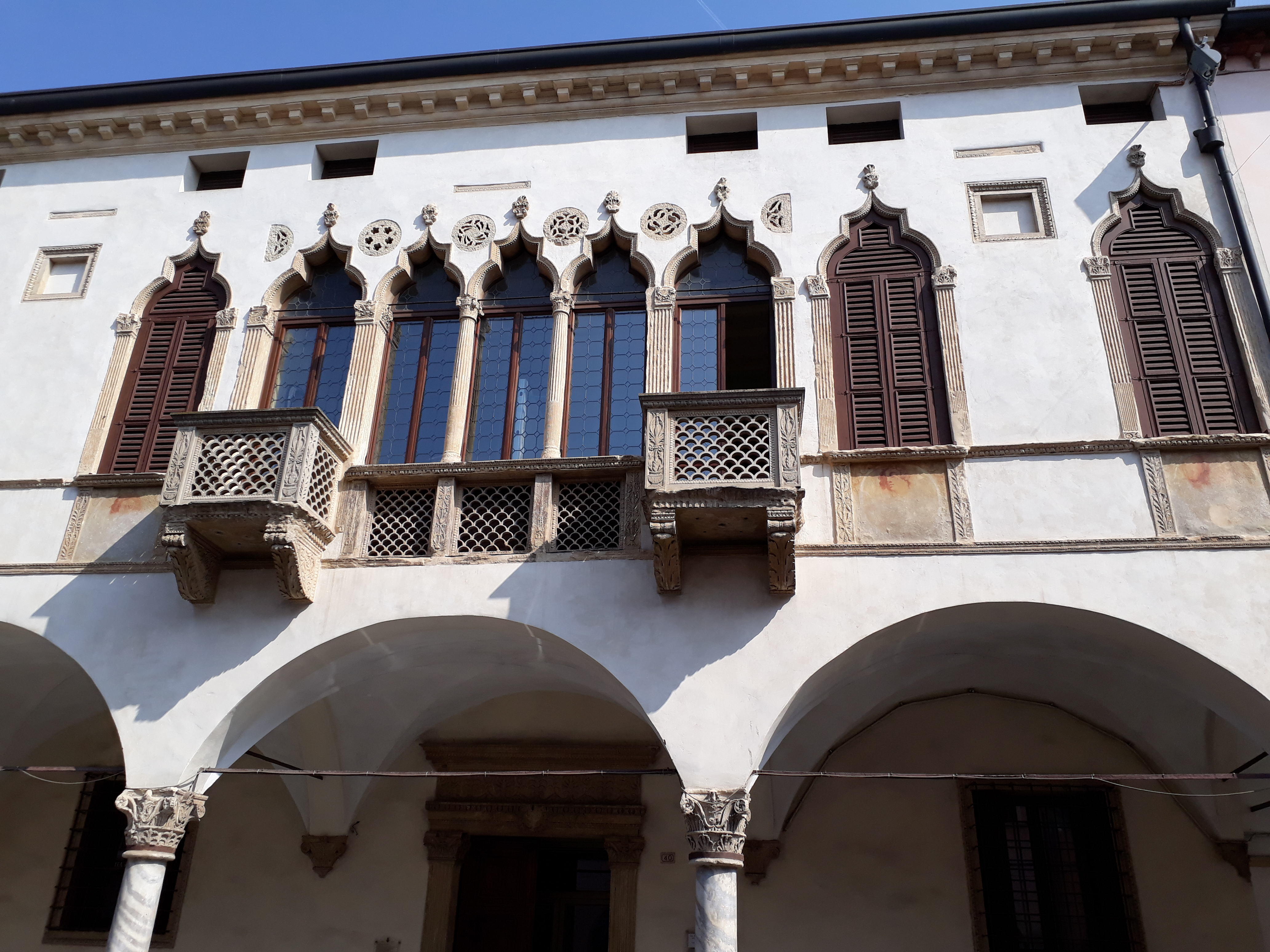
Palazzo Magnavin-Foratti

## Società

### Evoluzione demografica
Abitanti censiti

### Etnie e minoranze straniere
Al 31 dicembre 2019 gli stranieri residenti nel comune sono 622, ovvero il 7,11% della popolazione. Di seguito sono riportati i gruppi più consistenti:
1. Marocco, 274
2. Albania, 109
3. Romania, 72
4. Cina, 32
5. Ucraina, 22
6. Nigeria, 17
7. Moldavia, 13
8. Serbia, 12

## Cultura

### Biblioteca
La Biblioteca comunale, ospitata nel Castello di San Zeno in Piazza Trieste, fa parte della rete bibliotecaria della Provincia di Padova.

### Museo
Il Museo Civico di Montagnana, anch'esso al Castello di San Zeno, contiene numerosi reperti di rilevante interesse archeologico.

### Musica
La Corale Martinelli-Pertile, intitolata così in onore dei due illustri tenori montagnanesi Giovanni Martinelli e Aureliano Pertile, è attiva dal 1962 ed è diretta dal Maestro Paola Bassi (1976), flautista.
Academia Musica Nova, fondato nel 2005 dal Maestro Edoardo Gioachin (1975), compositore e pianista che da allora ne è direttore, è un coro specializzato in polifonia rinascimentale.

### Teatro
A Montagnana sono presenti due teatri: il "Bellini" ospita spettacoli teatrali e proiezioni cinematografiche, mentre il "Branzo" è chiuso da molti anni. Opera a Montagnana la Compagnia Prototeatro, diretta dal regista Piero Dal Prà, premiata in numerosi festival nazionali.

### Eventi
Dal 1977, rinnovando una tradizione risalente al Medioevo, si corre ogni anno, nel vallo della Rocca degli Alberi, il Palio dei 10 Comuni del Montagnanese. Esso, grazie alla rievocazione in costume delle figure medievali e rinascimentali e al mercatino, richiama in città migliaia di turisti durante il fine settimana della prima domenica di settembre.
L'Hibernales Ludi, svolta per diversi anni ma ora sospesa, era una manifestazione che si teneva alla fine di ogni anno per ricordare la leggenda della mantella. Le persone partecipanti erano invitate ad indossare una mantella rossa come quella dei fantocci di legno posizionati sulle mura parecchi secoli prima. Gli Scaligeri infatti, intorno al 1200, programmarono di attaccare Montagnana ma vedendo così tante persone pronte a difendere la città desistettero; una volta capito l'inganno, gli Scaligeri erano pronti ad attaccare, ma l'arrivo dell'esercito da Padova evitò la conquista.
Nel mese di maggio si tiene la "Festa del prosciutto crudo dolce di Montagnana".
Ad inizio aprile ed inizio ottobre ha luogo "Montagnanese in Fiera", rassegna del mondo agricolo ed artigianale in cui vengono esposti prodotti tipici, macchine agricole e tutto ciò che è legato alla tradizione locale.
La tradizionale sagra locale ha luogo a metà agosto, in particolare il 15, giorno dei festeggiamenti per l'Assunta che è patrona della città e dedicataria del Duomo.
Un'altra ricorrenza religiosa è il 21 novembre, Festa della Madonna della Salute.

## Economia

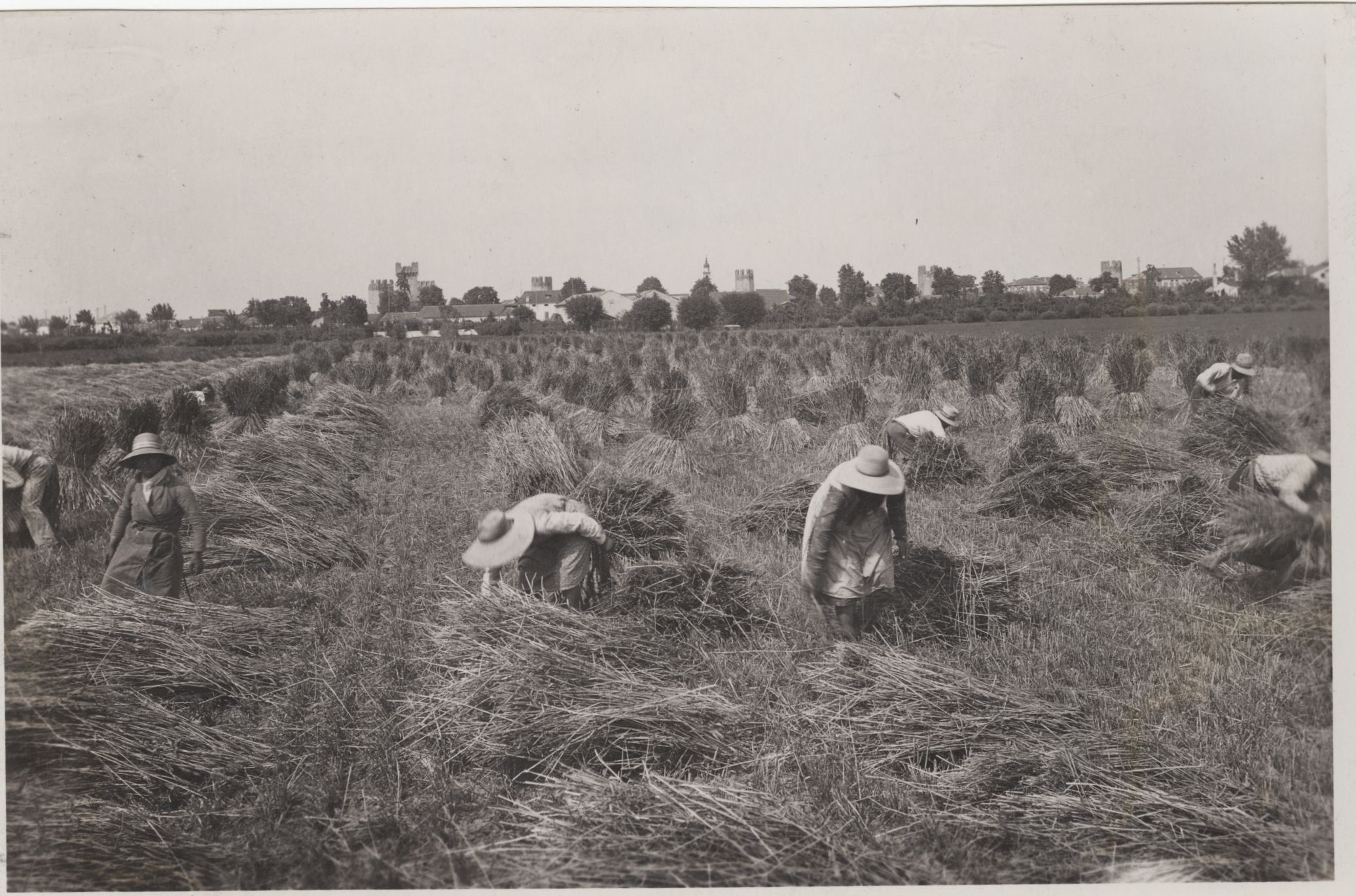
Mietitura del grano a Montagnana nel 1940

L'economia di Montagnana è legata prevalentemente al settore primario ma non mancano attività di piccola-media industria e artigianato, tra le quali è rinomata la produzione del mobile d'arte. Tra gli altri prodotti tipici del montagnanese è noto il Prosciutto Veneto Berico-Euganeo. La città fa inoltre parte della zona di produzione del vino Merlara DOC.

### Banche
Ha sede nella città il Credito Cooperativo Interprovinciale Veneto fondato nel 2001, sottoposto nel 2016 a liquidazione coatta amministrativa e rilevato da Banca Sviluppo.

## Infrastrutture e trasporti
Il comune è attraversato dalla strada regionale 10 Padana Inferiore (SR 10).
Il servizio di trasporto pubblico a Montagnana è garantito da autoservizi delle società Busitalia - Sita Nord, Società Vicentina Trasporti (SVT) e ATV.
Montagnana è inoltre servita dall'omonima stazione della ferrovia Mantova-Monselice, con treni regionali effettuati da Trenitalia e Sistemi Territoriali nell'ambito del contratto di servizio stipulato con la Regione Veneto e strutturati secondo quanto previsto dal Sistema Ferroviario Metropolitano Regionale. Tra il 1887 e il 1948 nelle adiacenze di tale impianto era presente la stazione terminale della Tranvia Vicenza-Noventa-Montagnana, gestita da FTV, che attraversava la città servendola altresì con una fermata posta nei pressi di Porta Padova.
A Montagnana è presente l'aviosuperficie Gianlino Baschirotto, caratterizzata da una pista in erba della lunghezza di 1300 metri.

## Sport
La principale squadra di calcio del comune è l'Associazione Calcio Montagnana, nata nel 1915, che milita in Prima Categoria.
In zona Palù è presente un crossodromo affiliato FMI, UISP, C.S.E.N. e una pista di enduro.
La terza tappa del Giro Rosa 2016 è partita da Montagnana.
Da oltre 30 anni è attivo l'A.S.D. Sci Club Montagnana.
L'Associazione Musici e Sbandieratori Città Murata di Montagnana iscritta alla Federazione Italiana Sbandieratori vanta numerosi titoli regionali e nazionali.
Dal 2023 ha luogo il Premio Internazionale per la danza città di Montagnana, concorso di danza organizzato dalla scuola  Artedanza Academy, presente a Montagnana dal 1997 e diretta da Jenny Dal Seno, prima ballerina.

## Amministrazione

### Sindaci dal 1946
|                                                      | Giuseppe Redetti                         | Partito Comunista Italiano  | 1946-1951      | 1946   |
|                                                      | Gigliola Valandro                        | Democrazia Cristiana        | 1951-1958      | 1951   |
| 1956                                                 | Gigliola Valandro                        | Democrazia Cristiana        | 1951-1958      |        |
|                                                      | Igino Colognese                          | Democrazia Cristiana        | 1958-1960      | (1956) |
|                                                      | Remo Boscari                             | Democrazia Cristiana        | 1960-1970      | 1960   |
| 1964                                                 | Remo Boscari                             | Democrazia Cristiana        | 1960-1970      |        |
|                                                      | Giuseppe Faggionato                      | Democrazia Cristiana        | 1970-1975      | 1970   |
|                                                      | Renato Loro                              | Democrazia Cristiana        | 1975-1979      | 1975   |
|                                                      | Giancarlo Bettini                        | Democrazia Cristiana        | 1979-1980      | (1975) |
|                                                      | Giuseppe Faggionato                      | Democrazia Cristiana        | 1980-1982      | 1980   |
|                                                      | Francesco Gambarin                       | Partito Socialista Italiano | 1982-1985      | (1980) |
|                                                      | Renato Loro                              | Democrazia Cristiana        | 1985-1990      | 1985   |
|                                                      | Carlo Colognese                          | Democrazia Cristiana        | 1990-1991      | 1990   |
|                                                      | Renato Savogin                           | Democrazia Cristiana        | 1991-1992      | (1990) |
|                                                      | Pietro Pecorari (Commiss. prefettizio)   | -                           | 1992           | -      |
|                                                      | Mario Alfieri                            | L.c. Insieme per Montagnana | 1992           | 1992   |
|                                                      | Pietro Pecorari (Commiss. prefettizio)   | -                           | 1992-1993      | -      |
| Sindaci eletti direttamente dai cittadini (dal 1993) |                                          |                             |                |        |
|                                                      | Bruno Fratucello                         | L.c. Insieme per Montagnana | 1993-1996      | 1993   |
|                                                      | Pietro Pecorari (Commiss. straordinario) | -                           | 1996-1997      | -      |
|                                                      | Antonio Giorio                           | Centro                      | 1997-2001      | 1997   |
|                                                      | Giuseppe Mossa                           | Centro-destra               | 2001-2011      | 2001   |
| 2006                                                 | Giuseppe Mossa                           | Centro-destra               | 2001-2011      |        |
|                                                      | Loredana Borghesan                       | Centro-destra               | 2011-2021      | 2011   |
| 2016                                                 | Loredana Borghesan                       | Centro-destra               | 2011-2021      |        |
|                                                      | Gian Paolo Lovato                        | Lega                        | 2021-in carica | 2021   |

Fonte: Ministero dell'interno

### Gemellaggi
- Rothenburg ob der Tauber[17]